# П'ять у яблучко
«П'ять у яблучко» (інша назва: «Крок за кроком») — радянський художній фільм-драма 1928 року, знятий режисером Патваканом Бархударяном на кіностудії «Вірменкіно». Перший фільм на сучасну тему кіностудії «Вірменкіно» про виховну роль Червоної Армії у формуванні характеру призовників.

## Сюжет
Агітфільм про комсомольця Вардана, який мало не став через непорозуміння злочинцем.

## У ролях
- Л. Саакян — Вардан
- Ася Мравян — Асмік
- Сурен Кочарян — Тигран
- Амасій Мартиросян — боєць Червоної Армії
- Х. Манукян — боєць Червоної Армії
- Тетяна Хачатрян — селянка
- Є. Браше-Бархударян — комсомолка
- Амвросій Хачанян — підкуркульник

У зйомках брали участь підрозділи Вірменської стрілецької дивізії.

## Знімальна група
- Режисер — Патвакан Бархударян
- Сценарист — С. Аслібекян
- Оператор — Гаруш Гарош